# Вауда (Торино)
Вауда је насеље у Италији у округу Торино, региону Пијемонт.
Према процени из 2011. у насељу је живело 309 становника. Насеље се налази на надморској висини од 681 м.